# 世界素食日
北美素食主义者协会于1977年设定，每年的10月1日为世界素食日（World Vegetarian Day）。1978年，国际素食联盟赞同这一主张，“为了促进欢乐、怜悯和长寿的素食主义的可能性”。它带来了对道德、环境、健康，以及素食主义生活方式的人道主义优点的关注。在美国，每年约100万人变成素食主义者。与之类似推广素食主义的，还有世界无肉日。